# Lucia Helbig
Lucia Helbig (* 27. März 1893 in Frankenstein, heute Ząbkowice Śląskie; † 26. Oktober 1981 in Berlin; auch Luzia Helbig) war eine deutsche Ärztin und Politikerin (CDU). Von 1951 bis 1959 gehörte sie dem Abgeordnetenhaus von Berlin an.

## Leben und Beruf
Helbig wuchs in Frankenstein und Glatz auf, wo sie die höhere Mädchenschule besuchte, später wechselte sie auf die realgymnasiale Studienanstalt der städtischen Viktoria-Schule in Breslau, wo sie 1912 ihr Abitur ablegte. Danach studierte sie Medizin in Breslau sowie in Lausanne, Berlin, Freiburg im Breisgau und Greifswald. In Breslau legte sie im April 1917 das Staatsexamen, im August 1918 die Approbation und 1919 die Promotion ab.
Nach Abschluss des Studiums war sie zunächst in Danzig tätig. 1920 ging sie nach Berlin und wurde dort 1924 die erste beamtete Schulärztin der Stadt. Bis 1935 war sie als Stadtschulärztin tätig. 1937 wechselte sie an das Gesundheitsamt im Berliner Bezirk Schöneberg und übte dort ihren Beruf bis 1945 aus. 1951 wurde sie stellvertretende Amtsärztin am Gesundheitsamt Wilmersdorf, danach Vertreterin des leitenden Amtsarztes. 1955 wurde sie zur Obermedizinalrätin ernannt, im Zuge dessen stieg sie zur Amtsärztin auf und übernahm die Leitung des Amtes, bis sie am 1. April 1958 in den Ruhestand trat.

## Politik und Funktionen
Helbig gehörte dem Bund deutscher Ärztinnen und der Nachfolgeorganisation, dem Deutschen Ärztinnenbund an. 1927 kandidierte sie erfolgreich auf der Liste des Groß-Berliner Ärztebundes für die Berliner Ärztekammer.
Von 1946 bis 1949 war Helbig Stadträtin für das Gesundheitswesen im Bezirk Mitte. 1951 wurde sie in das Abgeordnetenhaus gewählt, 1955 erfolgte die Wiederwahl, sodass sie dem Parlament bis 1959 angehörte.

## Familie und Privates
Helbig war katholisch. Ihr Vater Heinrich Hahn war Bürgermeister in Frankenstein und Justizrat in Glatz. Ihr Ehemann Karl Helbig war als Gynäkologe und Chirurg tätig. Aus der Ehe gingen zwei Töchter hervor.